# Sforzino Sforza
Sforzino Sforza (1593 – Castell'Arquato, 5 febbraio 1644) è stato un nobile e militare italiano.

## Biografia
Fu uno dei due figli naturali del cardinale Francesco Sforza, legittimato da papa Paolo V nel 1605, avuto da Cecilia Pariseni Mezangola.
Sforza, detto anche Sforzino, fu marchese di Varzi dal 1604, duca di Fiano dal 1607 (con bolla di papa Paolo V) al 1621 e III marchese di Castell'Arquato dal 1624. Il 7 giugno 1621 Fiano venne venduto per 220.000 scudi., con l'autorizzazione di Papa Gregorio XV, a Orazio Ludovisi, generale della Santa Chiesa e fratello del papa. A Sforzino rimase solo il titolo nobiliare a vita. Nel 1624, alla morte di Orazio, il ducato passò al figlio Niccolò Ludovisi e da questo al figlio Giovan Battista fino al 1690.
Sforzino fu iniziato all'arte militare presso i duchi di Savoia.
Morì nel 1644 senza eredi e i suoi beni passarono a Ludovico I di Santa Fiora (?-1685), 16º conte di Santa Fiora e figlio del conte Mario. Venne sepolto nella Basilica di Santa Maria della Steccata a Parma, dove è collocato il suo monumento funebre, opera di Gian Francesco d'Agrate.

## Discendenza
Sposò nel 1606 Maria di Rodolfo Pio di Savoia di Carpi, già signore di Meldola e di Lucrezia da Correggio. La coppia non ebbe figli e la sposa ottenne la separazione a causa della violenza domestica a cui era soggetta.